# Sano Tsubasa
Tsubasa Sano (sinh ngày 18 tháng 10 năm 1994) là một cầu thủ bóng đá người Nhật Bản.

## Sự nghiệp câu lạc bộ
Tsubasa Sano đã từng chơi cho Roasso Kumamoto.